# Liu Songnian

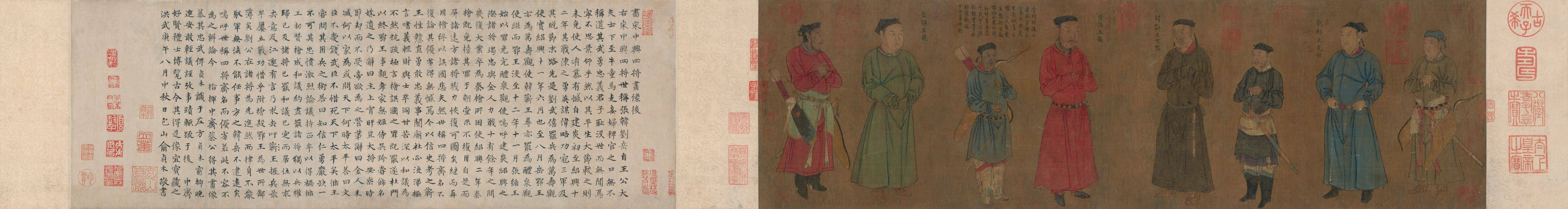
Quatre généraux de Zhongxing par Liu Songnian.

Liu Songnian ou  Lieou Song-Nien ou Liu Sung-Nien est un peintre chinois des XIIe – XIIIe siècles, originaire de Qiantang, province du Zhejiang. Ses dates de naissance et de décès ne sont pas connues, mais on sait qu'il est actif dans la seconde moitié du XIIe  et au début du  XIIIe siècle.

## Biographie
Élève de Zhang Dunli (XIe – XIIe siècles), Liu Songnian est étudiant à l'Académie de Peinture de Hangzhou pendant l'ère Shunxi (1174-1189), il devient membre assistant de cette même Académie pendant l'ère Shaoxi (1195-1224) et il reçoit la « ceinture d'or ». Il est aussi connu pour ses peintures de figures que de paysages.

Sa production est très importante et il figure dans de nombreux Musées.

## Musées
- Boston (Mus. of Fine Arts) :

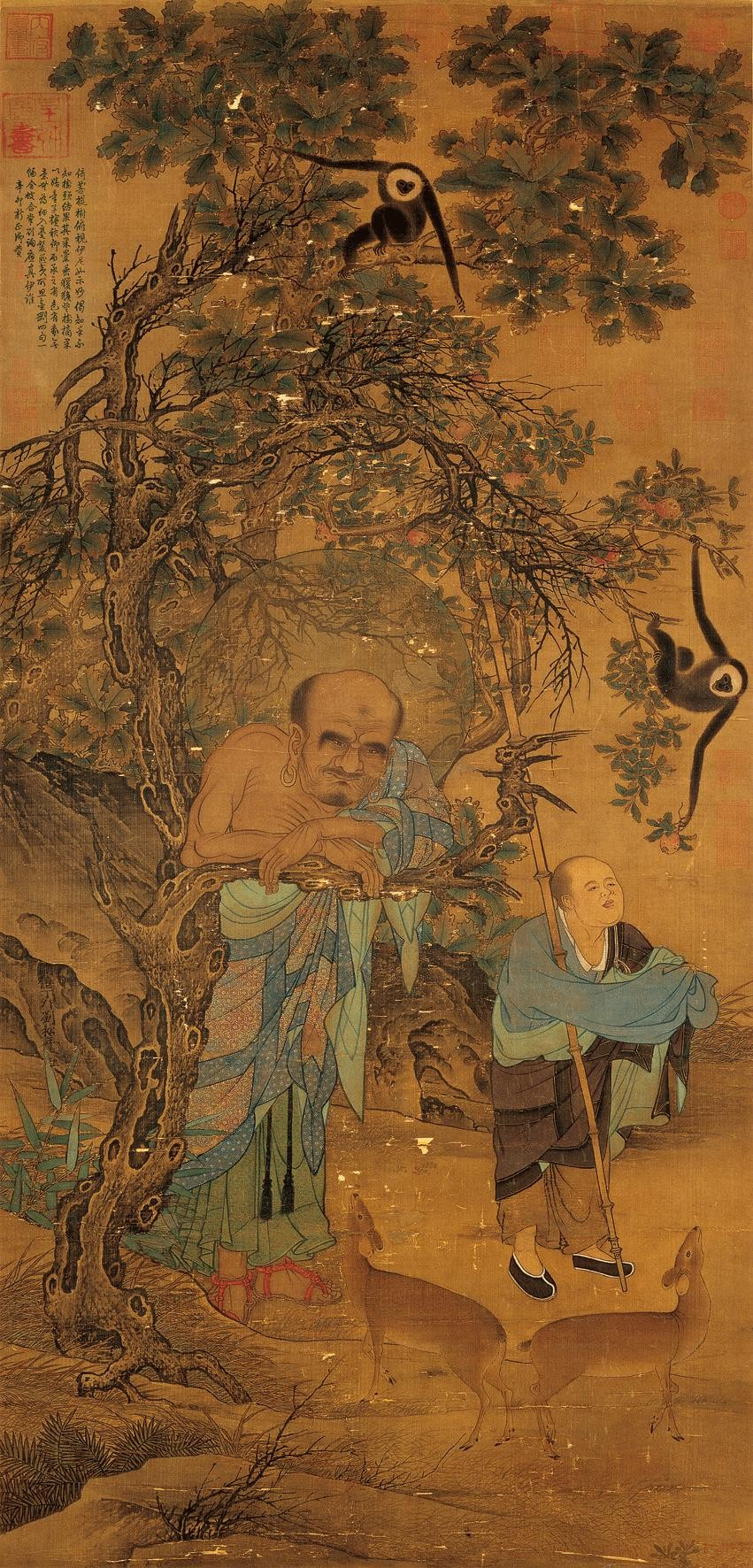
Luhoan par Liu Songnian, 1207.

  - Deux cigognes sous un pin, encre et couleurs légères sur soie, éventail ovale.
  - Pavillon près de la rivière à l'automne, encre et couleurs légères sur soie, éventail.
- Londres (Brittish Mus.):
  - Les trois incarnations de Yuanzi, petit rouleau en longueur.
- New York  (Metropolitan Museum of Art):
  - Réunion sur une terrasse pour invoquer la pluie, éventail, attribution ancienne.
- Pékin (Mus. du Palais):
  - Les vingt-quatre fils pieux, album de vingt-quatre feuilles dont la dernière est signée, colophon de Zhao Mengfu.
  - Les dix-huit lettrés rassemblés dans le pavillon de jade, rouleau en longueur, signé.
  - Les chefs barbares présentant leur tribut, album de huit feuilles montées en rouleau en longueur, colophon du peintre après chaque feuille.
  - Les mille ravins et les pins battus par le vent, rouleau en longueur, signé.
  - L'étable près d'un ruisseau, feuille d'album attribuée.
  - Deux hommes discutant sur le Dao sous les pins, éventail attribué.
  - La joie de la vie aux champs, éventail attribué.
  - Homme saluant la lune sur une terrasse, éventail attribué.
- Princeton (University Art Mus.):
  - Deux hommes jouant aux échecs sous les pins, inscrit avec le nom du peintre.
- Taipei (Nat. Palace Mus.):
  - Lohan signé et daté 1207, encre et couleurs sur soie, rouleau en hauteur, ce musée conserve en tout quatre peintures de Lohan datées 1207.
  - Le tissage de la soie, encre et couleurs sur soie, rouleau en en hauteur signé.
  - Pavillon sous la neige au bord d'un ruisseau, éventail signé et daté 1210.
  - Paysage de montagne avec des soldats à cheval, signé, probablement une copie.
  - Être céleste offrant des fleurs à un Bodhisattva, petit rouleau en longueur, cachet du peintre.
  - Deux hommes et un serviteur dans un pavillon construit au-dessus d'un ruisseau de montagne sous les pins, signé.
  - Deux bergers gardant quatre moutons.
  - Cinq lettrés sur la terrasse d'un jardin examinant des livres et des calligraphies.
  - Visite impériale à l'étang de jade de Xiwang Mu.
  - Dix-huit lettrés de l'époque Tang examinant des livres anciens et des calligraphies, couleurs sur soie, rouleau en longueur, cachet du peintre, colophons de Chen Dexin (daté1225) et de Dong Qichang.
- Washington DC (Freer Gallery of Art):
  - Visiteur dans une retraite de montagne reçu par un homme tenant un qin.
  - Scènes de la vie des hommes célèbres, couleurs sur soie, textes explicatifs entre les scènes, deux rouleaux en longueur, l'un d'eux signé.